# Windhoek-Hakahana
Hakahana (Otjiherero für schnell) ist eine Vorstadt von Windhoek in Namibia und besteht hauptsächlich aus Blechhütten. Bis 2003 war Hakahana ein Wahlkreis mit einer Gesamtbevölkerung von 61.546 Einwohnern. Es war einer der größten Wahlkreise in Namibia, wurde jedoch in die Wahlkreise Tobias Hainyeko und Moses ǁGaroëb geteilt.

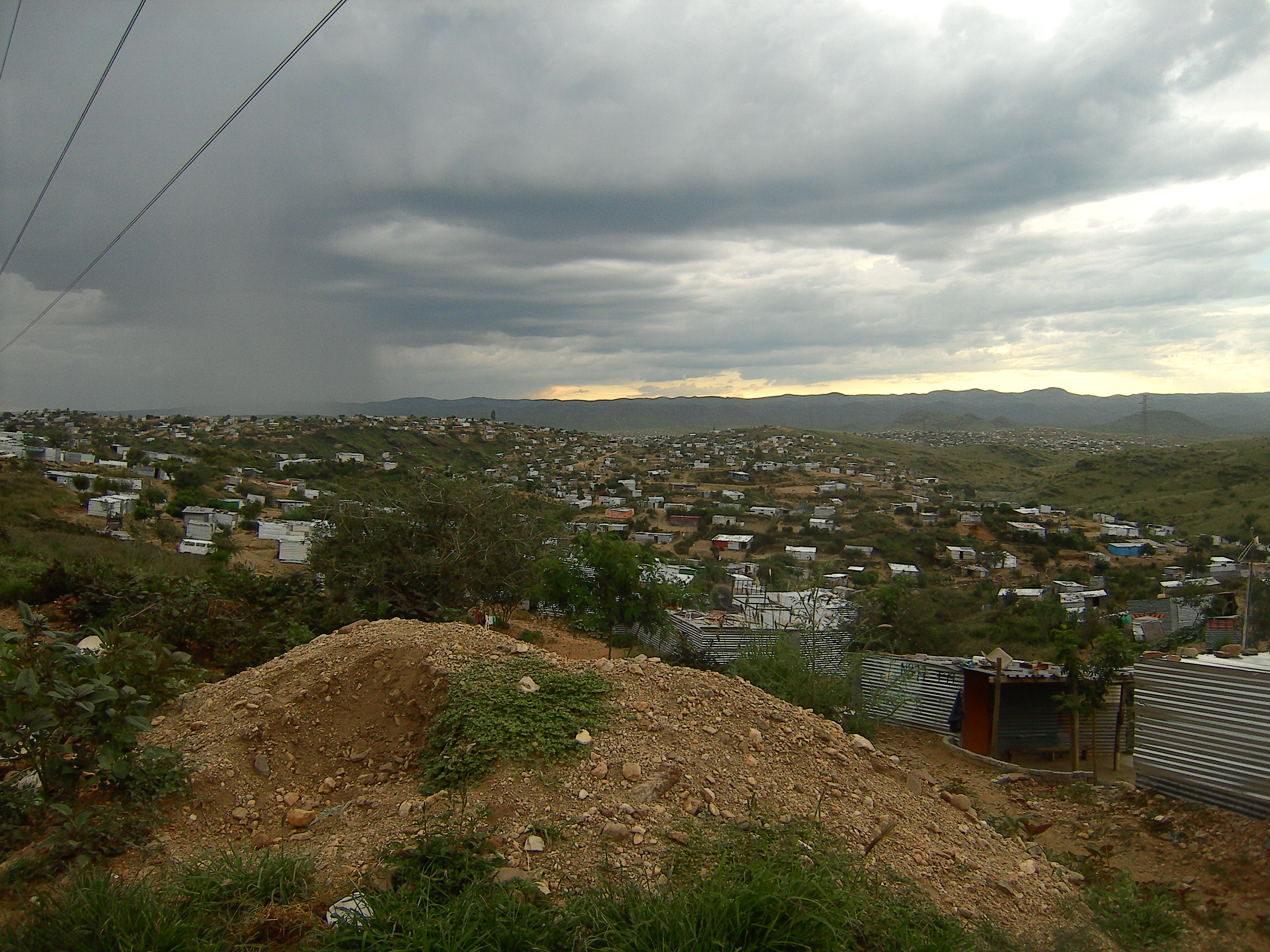
Wellblechhüttensiedlung in Hakahana

## Anmerkung
1. ↑  Anmerkung: Dieser Artikel enthält Schriftzeichen aus dem Alphabet der im südlichen Afrika gesprochenen Khoisansprachen. Die Darstellung enthält Zeichen der Klicklautbuchstaben ǀ, ǁ, ǂ und ǃ. Nähere Informationen zur Aussprache langer oder nasaler Vokale oder bestimmter Klicklaute finden sich z. B. unter Khoekhoegowab.